# Seaca (okręg Teleorman)
Seaca – wieś w Rumunii, w okręgu Teleorman, w gminie Seaca. W 2011 roku liczyła 1392 mieszkańców.